# Symphodus ocellatus
Symphodus ocellatus és una espècie de peix de la família dels làbrids i de l'ordre dels perciformes.

## Morfologia
- Els mascles poden assolir els 12 cm de longitud total.[1]
- Té una gran taca ocel·lada sobre la part superior de l'opercle, de color marró orlat de groc o taronja en les femelles i blava orlada de vermell en els mascles.

## Distribució geogràfica
Es troba a la Mediterrània, la mar Negra i el Mar d'Azov.